# 島野育夫
島野 育夫（しまの いくお、1944年3月30日 - 2007年12月15日）は、栃木県宇都宮市出身のプロ野球選手（外野手）、コーチ、監督、野球解説者。
コーチ時代は相手の癖を盗む特技を生かし、 三宅博は著書で、センスを持ったクセ盗みの名人と記している。特に星野仙一との監督・コーチコンビでは中日ドラゴンズ・阪神タイガースで優勝を経験しており、低迷期の長かった阪神にあって、島野が在籍していた時期は最下位になったことは一度もなかった。
長男は元競輪選手で現在は柔道整復師の島野敦識。

## 経歴

### プロ入りまで
作新学院高校時代の1961年、中堅手として1学年下の八木沢荘六、高山忠克らとともに第33回選抜高等学校野球大会に出場した。作新学院はセンバツ初出場であったが、2回戦で高松商に敗退。同年の春季関東大会では決勝に進むが、法政二高の柴田勲に抑えられ敗れた。夏の甲子園予選北関東大会でも決勝に進むが、宇都宮学園に惜敗し、甲子園に出場できなかった。卒業後は社会人野球の明電舎に進み、1962年の都市対抗東京都予選準決勝に進出するが、船田和英のいた北洋水産に敗れた。

### 現役時代

#### 中日ドラゴンズ時代
1963年に中日ドラゴンズへ入団。
1965年には一軍に定着し中堅手、右翼手として32試合に先発出場した。しかし当時の中日は江藤慎一、中暁生、葛城隆雄ら外野手の層が厚く、控え・守備要員としての起用が主だった。

#### 南海ホークス時代
1968年シーズン途中に佐藤公博とともに、堀込基明との交換トレードで南海ホークスに移籍した。
1969年に左翼手の定位置を獲得し、初めての規定打席（20位、打率.266）に達した。翌年に門田博光が台頭して外野手のレギュラーを外れた。
1973年にはリードオフマンとして中堅手に定着し61盗塁を記録（キャリアハイ）、9試合連続盗塁を記録したほか（周東佑京が2020年10月27日のロッテ戦で10試合連続盗塁で更新されるまで球団記録）、ダイヤモンドグラブ賞を受賞し、リーグ優勝に貢献した。同年の読売ジャイアンツとの日本シリーズは全5試合に1番として先発出場し、20打数5安打を記録したが、最終第5戦では最後の打者になっている。
1974年には打率.274（13位）を残し、1974年・1975年ともダイヤモンドグラブ賞を受賞した。

#### 阪神タイガース時代
1976年、江夏豊・望月充との交換トレードで、江本孟紀・池内豊・長谷川勉とともに阪神タイガースに移籍した。
1980年をもって現役引退した。

### 現役引退後
1981年から、阪神の一軍守備・走塁コーチに就任した。
1982年8月31日の大洋ホエールズ戦で、石橋貢の捕球に対する判定を巡って柴田猛とともに審判に暴行し、無抵抗状態の審判を殴り蹴り続けた（横浜スタジアム審判集団暴行事件）。この暴行は映像がテレビ中継で流れ、永久追放を求める声も出た。翌9月1日、無期限出場停止の処分を受けるが、翌1983年3月に解除された。
1984年シーズン終了後に退団し、サンテレビジョンで野球解説者を務めた。
1985年に優勝した阪神のビールかけにも参加した。
1986年から、中日の一軍外野守備・走塁コーチに就任した。
1987年に星野仙一が監督に就き、以降は星野とともに活動する機会が増えた。千原陽三郎から「コイツは必ずドラゴンズの監督になるから。そのときは島野、お前が助けてやれ」と言われた。1989年まで総合コーチを務めていた木俣達彦は「彼（星野）が決めるのは投手交代だけ。作戦面のサインは全て島野コーチで任せていました。」と述べている。落合博満は「島野コーチだけは選手の不平不満をちゃんと聞いてやり、ストレス解消と緩衝材としての役割を果たしていた」と語っている。1988年の優勝に貢献した。彦野利勝を徹底的に鍛え、守備力をアップさせ、彦野は「1番・センター」としてリーグ優勝に貢献し、ゴールデン・グラブ賞も受賞した。
1991年、星野の辞任に伴い中日を退団。
1992年に阪神に一軍外野守備・走塁コーチ（三塁ベースコーチ）として復帰した。2軍コーチだった柏原純一は「1軍に送り出した亀山と新庄にコーチとして思い切りプレーできる環境をつくったのは島野育夫さんだった。怒らせたら怖い人だが、面倒見はよかった。新庄も尊敬するコーチとして自分と島野さんの名前を何度も挙げていた。目立ちたがり屋だけど、準備はおそろかにしない彼の取り組む姿勢を知っていたからこそ、壁になって新庄を守っていたんだ。95年に阪神退団が決まった後も、島野さんに声をかけていただいた。中日に1軍打撃コーチとしてお世話になった。」と述べている。
1995年、中日に二軍監督として4年ぶりに復帰した。監督の高木守道が成績不振と健康問題で6月2日で休養し、6月3日からヘッドコーチの徳武定祐が監督代行を務めたが、徳武監督代行も12勝25敗と成績が上がらず、7月23日に解任が発表され、球宴明けの7月29日から島野が監督代行を務め、54試合で采配を振るった。7月30日の広島戦（広島市民）、9点差の劣勢を跳ね返し勝利、9点差以上の逆転勝利は33年ぶり5度目だった。成績は25勝29敗で、最下位から5位に上がった。
1996年からはヘッドコーチに就任。
1999年第2次星野政権のリーグ優勝に貢献した。
2000年5月6日の横浜戦で球審の橘高淳への暴行で退場となった、監督の星野仙一に代わり代行を務めた。
2001年オフ、阪神の監督に招聘された星野からの強い要請を受け、中日・阪神間の交渉を経て、翌2002年1月10日に阪神にヘッドコーチとして移籍した。既に前年末時点で、島野は二軍監督として2002年の中日コーチングスタッフが発表されていたため、反故にされた中日側からは批判の声が上がったが、星野は「オレと島ちゃんはどんな名刀でも切り裂くことができない」とし、「非はこちらにあるが勘弁してくれ」と中日側を説得したという。当時2軍監督の岡田彰布は「島野さんは現役の時から一緒にやってるから、二軍との風通しはたいぶ良くなったよ。」と述べている。
2003年のリーグ優勝に貢献した。星野は著書の中で、「野球の原点と戦術にたけたベテランコーチ」と評価している。下柳剛は「島野さんという人は親父であり、上司であり、時には兄貴のような人、あるときは仲間でもあった」と語っている。同年シーズンを以っての星野の勇退とともにコーチを辞任し、フロント入りした。
2005年にオーナーの久万俊二郎の鶴の一声で、一軍総合コーチとして現場復帰した。
2006年、二軍監督に配置転換となったが、4月26日から胃潰瘍により長期入院となりチームを離れた。島野の休養中は、二軍打撃兼守備コーチの立石充男が二軍監督代行を務めた。
2007年、二軍監督を平田勝男に譲って現場から離れ、総合特命コーチに就任し、翌年からは球団アドバイザーに肩書きが変更になる予定だったが、胃癌のため12月15日に兵庫県西宮市の病院で死去した。63歳没。
2008年3月5日の京セラドーム大阪でのオープン戦が、追悼試合として行われ、星野と田淵幸一が始球式を行った。
亡くなる数か月前、神戸市三宮に創作洋食の店をオープンし、オーナーとして経営していた。島野が亡くなってからは夫人が店長兼オーナーを務めた。

## 詳細情報

### 年度別打撃成績
| 年 度      | 球 団      | 試 合 | 打 席 | 打 数 | 得 点 | 安 打 | 二 塁 打 | 三 塁 打 | 本 塁 打 | 塁 打 | 打 点 | 盗 塁 | 盗 塁 死 | 犠 打 | 犠 飛 | 四 球 | 敬 遠 | 死 球 | 三 振 | 併 殺 打 | 打 率 | 出 塁 率 | 長 打 率 | O P S |
| ---------- | ---------- | ----- | ----- | ----- | ----- | ----- | -------- | -------- | -------- | ----- | ----- | ----- | -------- | ----- | ----- | ----- | ----- | ----- | ----- | -------- | ----- | -------- | -------- | ----- |
| 1963       | 中日       | 1     | 1     | 1     | 0     | 0     | 0        | 0        | 0        | 0     | 0     | 0     | 0        | 0     | 0     | 0     | 0     | 0     | 0     | 0        | .000  | .000     | .000     | .000  |
| 1964       | 中日       | 44    | 28    | 27    | 8     | 5     | 1        | 0        | 0        | 6     | 3     | 2     | 1        | 0     | 0     | 1     | 0     | 0     | 11    | 0        | .185  | .214     | .222     | .437  |
| 1965       | 中日       | 99    | 169   | 155   | 23    | 30    | 2        | 3        | 2        | 44    | 14    | 14    | 5        | 3     | 2     | 8     | 0     | 1     | 36    | 2        | .194  | .235     | .284     | .519  |
| 1966       | 中日       | 104   | 141   | 126   | 16    | 30    | 2        | 1        | 1        | 37    | 10    | 7     | 4        | 5     | 1     | 7     | 0     | 2     | 13    | 0        | .238  | .287     | .294     | .580  |
| 1967       | 中日       | 86    | 151   | 136   | 13    | 28    | 2        | 1        | 0        | 32    | 8     | 2     | 2        | 7     | 1     | 6     | 0     | 1     | 33    | 0        | .206  | .243     | .235     | .478  |
| 1968       | 中日       | 22    | 20    | 20    | 2     | 2     | 1        | 0        | 0        | 3     | 0     | 1     | 1        | 0     | 0     | 0     | 0     | 0     | 6     | 0        | .100  | .100     | .150     | .250  |
| 1968       | 南海       | 91    | 139   | 124   | 21    | 28    | 2        | 2        | 4        | 46    | 12    | 14    | 3        | 4     | 1     | 10    | 0     | 0     | 26    | 1        | .226  | .281     | .371     | .652  |
| '68計      | 南海       | 113   | 159   | 144   | 23    | 30    | 3        | 2        | 4        | 49    | 12    | 15    | 4        | 4     | 1     | 10    | 0     | 0     | 32    | 1        | .208  | .258     | .340     | .598  |
| 1969       | 南海       | 119   | 412   | 380   | 38    | 101   | 12       | 2        | 6        | 135   | 28    | 21    | 6        | 6     | 1     | 23    | 0     | 2     | 58    | 11       | .266  | .310     | .355     | .666  |
| 1970       | 南海       | 81    | 165   | 154   | 20    | 45    | 5        | 1        | 1        | 55    | 9     | 5     | 6        | 2     | 0     | 8     | 0     | 1     | 18    | 1        | .292  | .331     | .357     | .688  |
| 1971       | 南海       | 82    | 89    | 84    | 17    | 15    | 0        | 0        | 0        | 15    | 3     | 7     | 1        | 0     | 0     | 5     | 0     | 0     | 19    | 1        | .179  | .225     | .179     | .403  |
| 1972       | 南海       | 85    | 203   | 185   | 28    | 52    | 5        | 4        | 0        | 65    | 14    | 12    | 3        | 1     | 3     | 13    | 1     | 1     | 16    | 2        | .281  | .327     | .351     | .678  |
| 1973       | 南海       | 130   | 594   | 559   | 68    | 141   | 17       | 2        | 2        | 168   | 28    | 61    | 14       | 8     | 0     | 27    | 0     | 0     | 46    | 10       | .252  | .287     | .301     | .587  |
| 1974       | 南海       | 106   | 413   | 380   | 55    | 104   | 17       | 6        | 2        | 139   | 25    | 30    | 17       | 2     | 3     | 26    | 1     | 2     | 39    | 4        | .274  | .321     | .366     | .687  |
| 1975       | 南海       | 103   | 402   | 375   | 44    | 86    | 11       | 4        | 2        | 111   | 30    | 28    | 7        | 4     | 2     | 21    | 1     | 0     | 34    | 4        | .229  | .269     | .296     | .565  |
| 1976       | 阪神       | 78    | 70    | 67    | 16    | 12    | 2        | 0        | 0        | 14    | 2     | 11    | 3        | 0     | 0     | 3     | 0     | 0     | 21    | 1        | .179  | .214     | .209     | .423  |
| 1977       | 阪神       | 68    | 76    | 65    | 15    | 17    | 3        | 0        | 1        | 23    | 9     | 7     | 0        | 5     | 0     | 6     | 0     | 0     | 10    | 0        | .262  | .324     | .354     | .678  |
| 1978       | 阪神       | 89    | 196   | 179   | 22    | 34    | 8        | 1        | 3        | 53    | 16    | 9     | 0        | 4     | 1     | 9     | 1     | 3     | 30    | 4        | .190  | .240     | .296     | .536  |
| 1979       | 阪神       | 43    | 14    | 12    | 10    | 3     | 0        | 0        | 0        | 3     | 0     | 14    | 2        | 0     | 0     | 2     | 0     | 0     | 3     | 1        | .250  | .357     | .250     | .607  |
| 1980       | 阪神       | 35    | 0     | 0     | 15    | 0     | 0        | 0        | 0        | 0     | 0     | 6     | 3        | 0     | 0     | 0     | 0     | 0     | 0     | 0        | ----  | ----     | ----     | ----  |
| 通算：18年 | 通算：18年 | 1466  | 3283  | 3029  | 431   | 733   | 90       | 27       | 24       | 949   | 211   | 251   | 78       | 51    | 15    | 175   | 4     | 13    | 419   | 42       | .242  | .285     | .313     | .598  |

- 各年度の太字はリーグ最高

### 表彰
- ダイヤモンドグラブ賞：3回（1973年 - 1975年）

### 記録
- 初出場：1963年10月22日、対阪神タイガース28回戦（阪神甲子園球場）、5回表に山中巽の代打として出場
- 初先発出場：1964年8月9日、対阪神タイガース18回戦（中日スタヂアム）、7番・左翼手として先発出場
- 初安打：1964年8月15日、対大洋ホエールズ22回戦（中日スタヂアム）、8回裏に平山佳宏から
- 初打点：1964年8月26日、対広島カープ21回戦（広島市民球場）、9回表に大石清から適時打
- 初本塁打：1965年4月16日、対読売ジャイアンツ4回戦（中日スタヂアム）、6回裏に中村稔から左越ソロ
- 通算1000試合出場：1974年7月13日、対阪急ブレーブス後期3回戦（大阪スタヂアム）、9回表に中堅手として出場 ※史上175人目

### 背番号
- 11 （1963年 - 1964年）
- 33 （1965年 - 1968年途中）
- 10 （1968年途中 - 1975年）
- 8 （1976年 - 1980年）
- 88 （1981年 - 1984年）
- 76 （1986年）
- 68 （1987年 - 1989年）
- 81 （1990年 - 1991年）
- 73 （1992年 - 1994年）
- 91 （1995年、2005年 - 2007年）
- 78 （1996年 - 2003年）

## 関連情報

### 出演
- サンテレビボックス席 - 解説者として出演していた番組